# 国友一貫斎

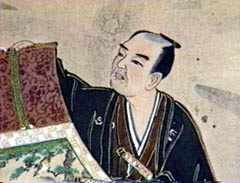
国友一貫斎

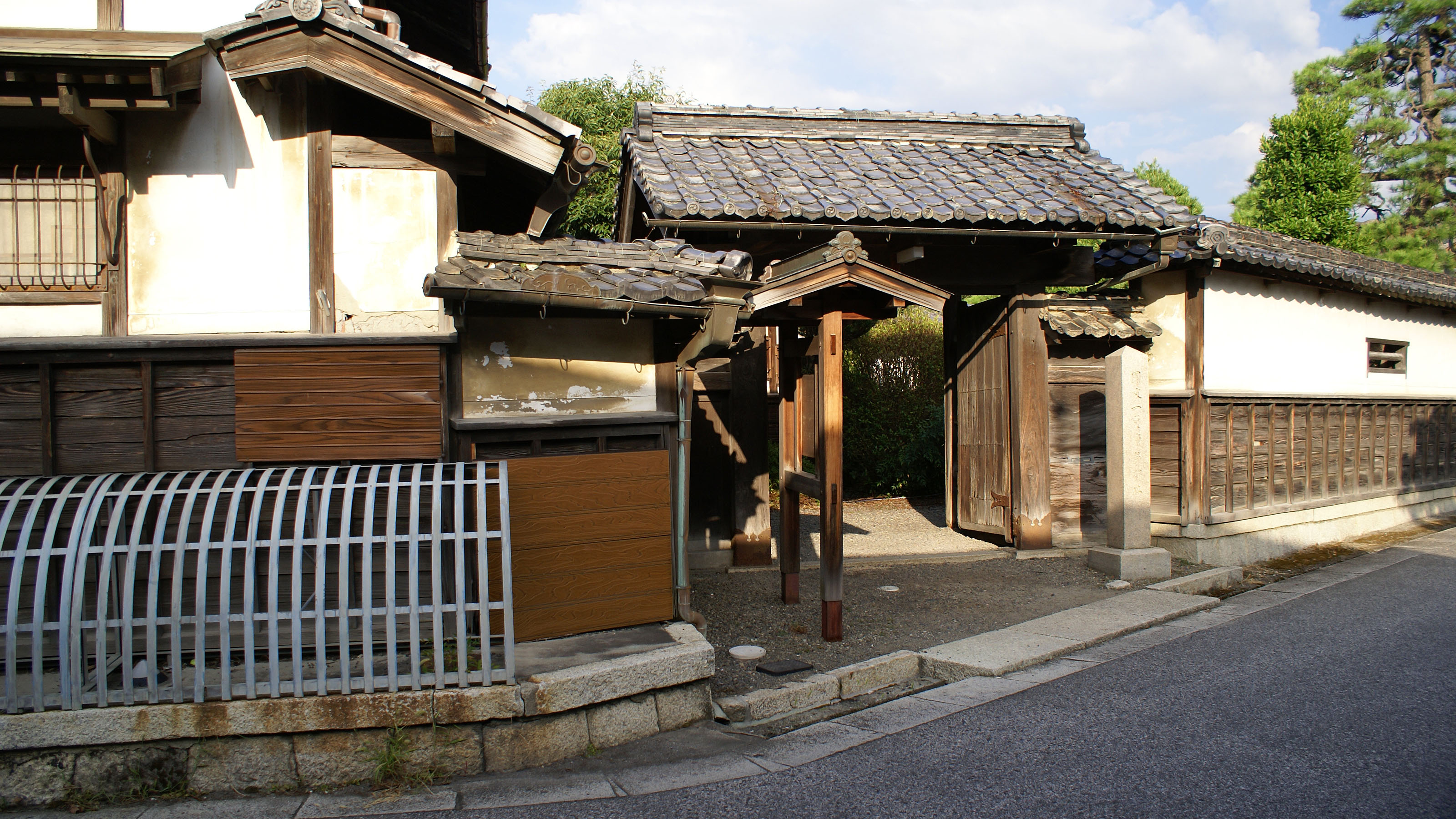
国友一貫斎屋敷（長浜市国友町）

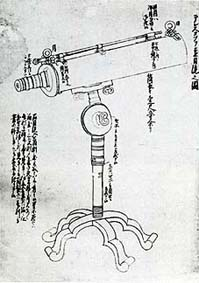
国友一貫斎の望遠鏡

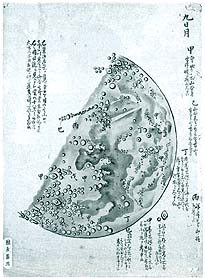
月のスケッチ（1836年）

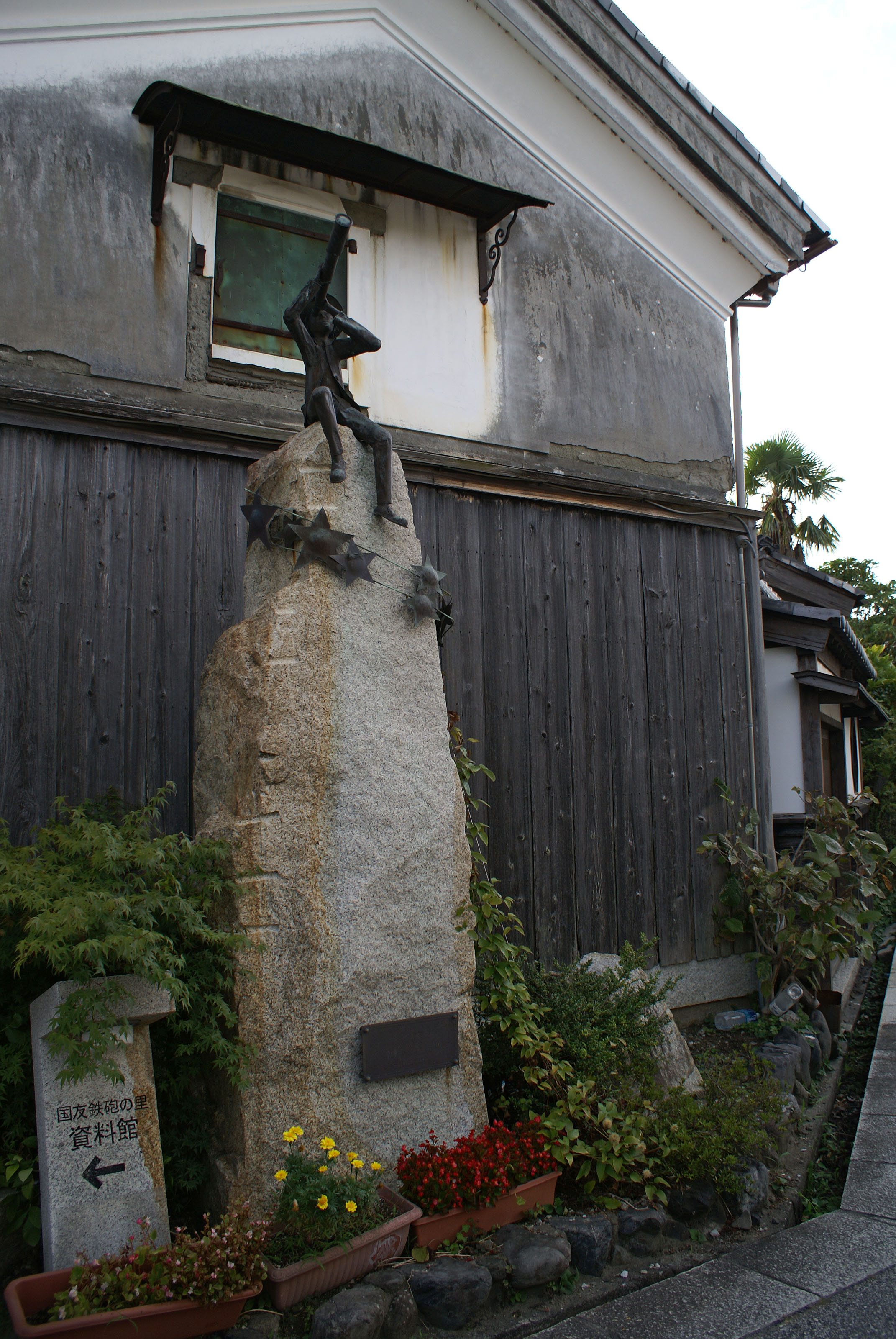
自邸前の「星を見つめる少年」像

国友 一貫斎（くにとも いっかんさい、九代目国友 藤兵衛（- とうべえ） 安永7年10月3日（1778年11月21日） - 天保11年12月3日（1840年12月26日））は、江戸時代の鉄砲鍛冶師、発明家。幼名は藤一。号は一貫斎、眠龍。諱は重恭。能当（旧字では能當）と銘を切る。
日本で最初の実用空気銃や反射望遠鏡を製作。自作の望遠鏡を用いて天体観測を行った、日本の天文学者のさきがけの一人でもある。「江戸時代のエジソン」、「江戸のダ・ヴィンチ」、日本のものづくりの先人と評される。

## 生涯
近江国国友村（滋賀県長浜市国友町）の江戸幕府の御用鉄砲鍛冶職の家に生まれた。9歳で父に代わって藤兵衛と名乗り、17歳で鉄砲鍛冶の年寄脇の職を継いだ。
文化8年（1811年）、彦根藩の御用掛となり二百目玉筒を受注することとなったが、国友村の年寄4家は自分たちを差し置いてのこの扱いに異議を申し立て長い抗争に発展した（彦根事件）。年寄らが幕府に訴えたため、一貫斎も江戸に呼び出された。一貫斎の高い技術力が認められ、文政元年（1818年）に年寄側の敗訴となった。
江戸滞在は足かけ6年となり、訴訟が解決した後も続いた。江戸では国学者の平田篤胤ら多彩な専門家と交流し、大名家に出入りして様々な舶来品を見る機会を得た。
前老中・松平定信の依頼で、文政元年（1818年）に『大小御鉄炮張立製作』を書いた。近世以前では唯一の鉄砲技術書とされる。
文政元年（1818年）、医師山田大円からオランダ伝来の風砲（玩具の空気銃）を示された。壊れたまま放置されていたところを、丹後峰山藩主京極高備から大円が借り受けたものだった。これをもとに、一貫斎は文政2年（1819年）に実用の威力を持つ強力な空気銃である「気砲」を製作した。その解説書として『気砲記』を著し、後には20連発の早打気砲を完成させた。一貫斎は気砲の制作にあたって圧縮空気の原理を理解し、空気の重量を計測した。空気に重さがあることに日本で初めて気付いた人物とされる。
文政3年（1820年）、尾張犬山城主、成瀬正壽の江戸屋敷で、オランダから持ち込まれたイギリス製のグレゴリー式望遠鏡を見る機会があり、天保3年（1832年）ごろから反射望遠鏡を製作し始め、天保4年（1833年）に国産初の反射望遠鏡を完成させた。
自作の望遠鏡で天体観測を行い、月のクレーターや木星の2つの衛星などを観察し、詳細なスケッチを描き残した。天保6年（1835年）から翌年にかけて太陽黒点の連続観測を行い、図面を残した。図面は非常に正確で、日本の天文学史上の貴重な資料とされている。
人が翼を羽ばたかせて飛ぶ飛行機「阿鼻機流」を作ろうとしていたこともある。文政13年(1830年)に風船(飛行船)を考案して幕府に上申した。製作には至らなかったが図面が残っており、現存する飛行機の設計図では国内最古とされる。
その他、玉燈（照明器具）、御懐中筆（万年筆、毛筆ペン）
、鋼製弩弓、神鏡（魔鏡）など数々の物を作り出した。
天保の大飢饉では、餓死寸前の村人たちを救うため、望遠鏡を各地の大名に売った。この時には、彦根事件で一貫斎をあげつらっていた年寄やその子孫も、何も言うことはできなかった。
天保11年（1840年）、国友村にて死去。享年63。「技は万民のためにある」が口癖だった。
昭和15年（1940年）、従五位を追贈された。

## 望遠鏡
一貫斎は6台ほどの反射式望遠鏡を製作したとされる。そのうち4台が現存する。
- 上田市立博物館(1号機、天保5年)[13] - 2012年に重要文化財に指定[14]
- 長浜城歴史博物館(2号機、天保7年)[13][15]
- 彦根城博物館(3号機、天保13年)[13]
- 国友家(4号機) [13][16]

口径60mmで60倍の倍率の望遠鏡は当時の日本で作られていたものよりも優れた性能であり、鏡の精度は2000年代に市販されている望遠鏡に匹敵するレベルで100年以上が経過した現代でも劣化が少ないという。鏡には銅とすずを混ぜた青銅が使われており、一貫斎は銅とすずを最適な比率で混ぜ合わせ、さびにくく、反射率の高い鏡を作った。

## 評価、顕彰
- 一貫斎の功績は発明だけでなく、設計図や解説書まで残している点であり[5]、それまでの職人が、見て覚え、口伝えで技を残したのに対して、一貫斎は設計図と共に技を文書化したことが評価されている[5]。
- 国友町会館前には顕彰碑があり[10]、毎年一貫斎の命日の前後に碑前祭が開催されている[3]。
- 一貫斎の業績を広めるため、2018年秋に国友一貫斎再評価委員会が発足した[5][13]。
- 2019年から2020年にかけて、文化庁の補助金を受けて「国友藤兵衛（一貫斎）家資料調査」が実施された[17]。この調査で、新たな資料や半製品・加工途中品・製作道具などが発見された[17]。2020年3月25日には「阿鼻機流 大鳥秘術」の詳細図面が発見された[17]。令和2年（2020年）10月、一貫斎の生家（現在の長浜市）から反射望遠鏡を作る時に使ったレンズやねじ回し、砥石などの道具や材料が多数、発見された[18][19]。江戸時代の科学技術史上、完成品が残ることはあっても、加工途中品や製作道具が残ることは珍しく、重要な発見とされる[17]。
- 2022年11月18日、国友一貫斎関連資料を重要文化財に指定するよう文化審議会の答申があった[3][20][21]。一貫斎が作った反射望遠鏡やレンズなどの部品、太陽の黒点や月面の観測記録、国友家に伝わる鉄砲の生産や受注に関わる文書や記録など953点が対象となった[20]。一貫斎の業績を明らかにし、科学技術史において学術的な価値が高いと評価された[20]。

## 国友藤兵衛家
国友村で年寄脇（年寄の次席）を勤める御用鉄砲鍛冶の家の一つ。辻村家とも言う。
一貫斎はこの9代目にあたるが、特に著名であるため説明なく彼を指して「国友藤兵衛」と呼ぶことが多い。初代・辻村（国友）藤内は美濃国の鍛冶師の出身であり、永正年間に近江国国友村に移り住んだと言われている。その跡を継いだ2代目以降の当主の多くが国友藤兵衛を名乗った。他の国友鍛冶職人は重当（旧字：重當。弾が「重ねて当たる」の意）の銘を用いるのが通例だが、藤兵衛家のみ能当（旧字：能當。「能（よ）く当たる」の意）を用いる。明治時代に入り11代目当主以降は鉄砲鍛冶を廃業している。
1. 辻村藤内
2. 国友藤兵衛
3. 国友藤兵衛
4. 国友吉十郎能直
5. 国友藤兵衛有昌
6. 国友藤兵衛重光
7. 国友藤内好定
8. 国友藤兵衛重倫
9. 国友藤兵衛重恭
10. 国友藤兵衛元俶
11. 国友藤平能恭

国友末蔵
（くにとも すえぞう、1881年11月17日-1960年）技師。
父・藤九郎は明治維新後に京都へ移って鉄砲商を営んだ。末蔵は明治14年（1881年）11月17日京都で生まれた。明治39年（1906年）に京都帝国大学電気工学科を卒業し、上越電気株式会社で技師長となった。昭和9年（1934年）に日本初の揚水式発電所である池尻川発電所を建設した。

## 登場作品

### 小説
- 『玉兎の望（ぎょくとののぞみ）』（仁志耕一郎・著　2012年　講談社）
- 『夢をまことに』（山本兼一・著　2015年　文藝春秋）

### テレビ番組
- NHKコズミックフロント「江戸のダヴィンチ　国友一貫斎」（2021年11月18日　BSプレミアム）- ドラマパートでは、一貫斎を眞島秀和が演じた[2][24]。
- 歴史探偵「江戸の天才たち」（2021年11月24日 NHK総合） - ドラマパートでは、一貫斎を眞島秀和が演じた
- NHK連続テレビ小説『舞いあがれ!』(2022年10月） - 第3週「がんばれ、お父ちゃん！」で、主人公の舞に父の浩太が、江戸時代に飛行機の設計図を描いた発明家として国友一貫斎の話をした[25]。